# Private Snafu vs. Malaria Mike

Private Snafu vs. Malaria Mike est un cartoon de la série Private Snafu réalisé par Chuck Jones et sorti en 1944.